# Primera División 1964-1965 (Messico)
Il campionato di calcio di Primera División messicana 1964-1965 è stato il ventiduesimo campionato a livello professionistico del Messico. Cominciò il 6 giugno 1964 e si concluse il 27 dicembre del 1964. Vide la vittoria finale del Guadalajara.

## Squadre partecipanti
| Club                    | Città                | Stadio                  | Stagione 1963-1964                         |
| ----------------------- | -------------------- | ----------------------- | ------------------------------------------ |
| América                 | Città del Messico    | Estadio Universitario   | 2º posto in Primera División               |
| Atlante                 | Città del Messico    | Estadio Universitario   | 13º posto in Primera División              |
| Atlas                   | Guadalajara          | Estadio Jalisco         | 7º posto in Primera División               |
| Cruz Azul               | Jasso                | Estadio 10 de diciembre | 1º posto in Segunda División (Neopromosso) |
| Guadalajara             | Guadalajara          | Estadio Jalisco         | (Campione)                                 |
| Irapuato                | Irapuato             | Estadio Irapuato        | 3º posto in Primera División               |
| León                    | León                 | Estadio La Martinica    | 7º posto in Primera División               |
| Monterrey               | Monterrey            | Estadio Tecnológico     | 3º posto in Primera División               |
| Deportivo Morelia       | Morelia              | Estadio Morelos         | 12º posto in Primera División              |
| Nacional de Guadalajara | Guadalajara          | Estadio Jalisco         | 14º posto in Primera División              |
| Necaxa                  | Città del Messico    | Estadio Universitario   | 6º posto in Primera División               |
| Oro                     | Guadalajara          | Estadio Jalisco         | 7º posto in Primera División               |
| Pumas UNAM              | Città del Messico    | Estadio Universitario   | 7º posto in Primera División               |
| Toluca                  | Toluca               | Campo Patria            | 11º posto in Primera División              |
| Veracruz                | Veracruz             | Estadio Veracruzano     | 2º posto in Segunda División (Neopromosso) |
| CD Zacatepec            | Zacatepec de Hidalgo | Parque Zacatepec        | 5º posto in Primera División               |

## Classifica finale
|  | Pos. | Squadra                 | Pt | G  | V  | N  | P  | GF | GS | DR  |
|  | ---- | ----------------------- | -- | -- | -- | -- | -- | -- | -- | --- |
|  | 1.   | Guadalajara             | 40 | 30 | 15 | 10 | 5  | 47 | 29 | +18 |
|  | 2.   | Oro                     | 38 | 30 | 16 | 6  | 8  | 60 | 40 | +20 |
|  | 3.   | Monterrey               | 37 | 30 | 17 | 3  | 10 | 45 | 27 | +18 |
|  | 4.   | América                 | 34 | 30 | 10 | 14 | 6  | 36 | 23 | +13 |
|  | 5.   | Atlante                 | 33 | 30 | 10 | 13 | 7  | 28 | 25 | +3  |
|  | 6.   | Pumas UNAM              | 31 | 30 | 11 | 9  | 10 | 39 | 39 | 0   |
|  | 7.   | León                    | 30 | 30 | 12 | 6  | 12 | 37 | 35 | +2  |
|  | 8.   | Cruz Azul               | 29 | 30 | 10 | 9  | 11 | 45 | 42 | +3  |
|  | 9.   | Atlas                   | 29 | 30 | 10 | 9  | 11 | 37 | 45 | -8  |
|  | 10.  | Veracruz                | 28 | 30 | 10 | 8  | 12 | 41 | 44 | -3  |
|  | 11.  | Toluca                  | 27 | 30 | 8  | 11 | 11 | 31 | 34 | -3  |
|  | 27.  | Necaxa                  | 27 | 30 | 9  | 9  | 12 | 34 | 43 | -11 |
|  | 13.  | Deportivo Morelia       | 26 | 30 | 10 | 6  | 14 | 44 | 52 | -8  |
|  | 14.  | CD Zacatepec            | 26 | 30 | 8  | 10 | 12 | 29 | 37 | -8  |
|  | 15.  | Irapuato                | 23 | 30 | 7  | 9  | 14 | 29 | 46 | -17 |
|  | 16.  | Nacional de Guadalajara | 22 | 30 | 6  | 10 | 14 | 29 | 50 | -21 |

Legenda:
      Campione del Messico
      Retrocesso in Segunda División
Note:
Due punti a vittoria, uno a pareggio, zero a sconfitta.

## Risultati

### Tabellone
|             | AME | ATN | ATS | CAZ | GUA | IRA | LEO | MON | MOR | NAC | NEC | ORO | PUM | TOL | VER | ZAC |
| América     |     | 0-1 | 5-1 | 1-1 | 1-1 | 1-1 | 0-0 | 1-0 | 3-1 | 2-0 | 1-1 | 2-0 | 1-0 | 2-1 | 2-0 | 0-1 |
| Atlante     | 1-0 |     | 0-2 | 1-1 | 0-0 | 1-2 | 0-1 | 2-1 | 2-0 | 3-1 | 0-1 | 0-0 | 1-1 | 1-1 | 0-0 | 1-0 |
| Atlas       | 1-0 | 1-1 |     | 1-1 | 1-2 | 0-1 | 0-2 | 1-0 | 3-2 | 3-2 | 1-1 | 1-3 | 2-1 | 1-1 | 2-2 | 1-1 |
| Cruz Azul   | 1-2 | 1-2 | 1-1 |     | 2-4 | 3-0 | 0-0 | 0-3 | 1-0 | 4-1 | 3-1 | 1-0 | 2-1 | 1-1 | 2-3 | 1-1 |
| Guadalajara | 0-0 | 3-0 | 3-1 | 3-2 |     | 0-0 | 1-1 | 0-3 | 2-0 | 1-1 | 5-1 | 1-1 | 2-3 | 1-3 | 1-0 | 0-0 |
| Irapuato    | 0-0 | 3-1 | 2-1 | 1-2 | 0-1 |     | 0-1 | 0-1 | 2-1 | 1-1 | 1-5 | 3-2 | 0-1 | 0-1 | 0-0 | 1-1 |
| León        | 2-1 | 0-0 | 0-2 | 0-3 | 0-1 | 5-2 |     | 2-0 | 1-0 | 0-3 | 2-2 | 2-3 | 3-1 | 2-0 | 0-0 | 1-0 |
| Monterrey   | 0-0 | 0-3 | 1-1 | 4-1 | 2-1 | 1-0 | 3-0 |     | 2-1 | 0-1 | 6-2 | 3-0 | 1-0 | 1-1 | 3-0 | 2-0 |
| Morelia     | 2-2 | 0-1 | 3-0 | 1-1 | 0-2 | 1-1 | 3-2 | 1-2 |     | 2-1 | 3-0 | 4-3 | 3-3 | 2-1 | 3-3 | 1-0 |
| Nacional    | 1-1 | 1-1 | 1-0 | 2-1 | 1-1 | 4-1 | 0-3 | 0-2 | 1-2 |     | 0-0 | 1-6 | 1-2 | 0-0 | 0-0 | 2-1 |
| Necaxa      | 1-1 | 1-1 | 0-2 | 0-3 | 1-2 | 1-0 | 1-0 | 1-0 | 2-0 | 1-1 |     | 1-2 | 0-1 | 3-0 | 4-2 | 0-0 |
| Oro         | 2-2 | 1-0 | 2-1 | 2-3 | 1-2 | 4-1 | 3-2 | 3-0 | 3-1 | 1-1 | 1-1 |     | 5-1 | 0-0 | 4-2 | 1-0 |
| Pumas UNAM  | 0-0 | 2-2 | 1-1 | 2-1 | 0-1 | 1-1 | 2-1 | 1-0 | 1-1 | 5-0 | 1-0 | 0-1 |     | 1-1 | 2-1 | 0-1 |
| Toluca      | 1-0 | 0-0 | 0-1 | 0-0 | 3-2 | 0-2 | 2-1 | 0-1 | 1-2 | 2-0 | 1-2 | 1-2 | 4-2 |     | 3-1 | 1-1 |
| Veracruz    | 1-1 | 1-2 | 3-0 | 1-0 | 0-3 | 0-1 | 2-1 | 3-1 | 4-1 | 2-1 | 1-0 | 1-3 | 1-1 | 1-0 |     | 5-1 |
| Zacatepec   | 1-4 | 0-0 | 2-0 | 3-2 | 1-1 | 1-1 | 0-2 | 1-2 | 2-3 | 2-0 | 2-0 | 2-1 | 1-2 | 1-1 | 2-1 |     |

## Verdetti finali
- Il Club Deportivo Guadalajara è campione del Messico.
- Il Club Nacional de Guadalajara retrocede in Segunda División.

## Classifica marcatori
| Gol |  |  | Giocatore          | Squadra     |
| --- |  |  | ------------------ | ----------- |
| 21  |  |  | Amaury Epaminondas | Oro         |
| 20  |  |  | Olinto Rubini      | Monterrey   |
| 13  |  |  | Salvador Reyes     | Guadalajara |
| 13  |  |  | José Luis Aussín   | Veracruz    |
| 10  |  |  | Jesús Delgado      | Atlas       |